# Fiat Croma (type 194)
 For alternative betydninger, se Fiat Croma. (Se også artikler, som begynder med Fiat Croma)
Fiat Croma var en i årene 2005 til 2010 produceret stor mellemklassebil fra Fiat Automobiles. Modellen blev i rammerne af det daværende joint venture med General Motors udviklet på basis af Opel Signum.

## Historie
I marts 2005 blev der på Geneve Motor Show præsenteret en ny bilmodel fra Fiat med navnet Croma. Bilen var udviklet i samarbejde med General Motors, og var ligesom Opel Vectra C og dennes aflægger Signum baseret på Epsilon-platformen.
Modellen skulle oprindeligt have været solgt som en Lancia og bygget i samarbejde med Saab. Begge mærker havde allerede tidligere samarbejdet med modellerne Fiat Croma og Saab 9000. Et kendetegn herfor var tændingslåsen, som Saab-typisk var monteret på midterkonsollen mellem forsæderne, da den af tekniske grunde ikke kunne monteres andre steder. I rammerne af kooperationen mellem General Motors og Fiat kom benzinmotorerne fra Opel, mens dieselmotorerne var udviklet af Fiat selv.
Man besluttede sig for at integrere bilen i Fiats modelprogram som anden generation af Croma. I modsætning til forgængeren fandtes modellen udelukkende som stationcar.
Croma II kom på markedet i juni 2005, fandtes med motorer op til 147 kW (200 hk) og kunne bestilles med flere former for merprispligtigt ekstraudstyr.
Ved Euro NCAP's kollisionstest i oktober 2005 opnåede Croma fem stjerner.

## Facelift
I starten af 2008 gennemgik Croma et omfattende facelift, hvor slægtskabet med Fiat Bravo blev stærkere betonet. Bilen kom til at virke mere dynamisk, og kabinen fik dyrere materialer. Samtidig ophørte modellen med at eksporteres til Danmark.
Produktionen af Croma blev afsluttet i slutningen af 2010, indtil videre uden efterfølger.
- Fiat Croma (2008–2010)
- Interiør

## Tekniske data
|                                                | 1.8                  | 2.2                             | 1.9 Multijet              | 1.9 Multijet                 | 2.4 Multijet              |
| Byggeår                                        | 12/2005–12/2010      | 3/2005–12/2009                  | 3/2005–12/2009            | 3/2005–12/2010               | 3/2005–5/2010             |
| Motordata                                      |                      |                                 |                           |                              |                           |
| Motorkode                                      | 939A4000             | 194A1000                        | 939A1000                  | 939A2000                     | 939A3000                  |
| Motortype                                      | R4-benzinmotor       | R4-benzinmotor                  | R4-dieselmotor            | R4-dieselmotor               | R5-dieselmotor            |
| Antal ventiler pr. cylinder                    | 4                    | 4                               | 2                         | 4                            | 4                         |
| Ventilstyring                                  | DOHC, tandrem        | DOHC, tandrem                   | OHC, tandrem              | DOHC, tandrem                | DOHC, tandrem             |
| Fødesystem                                     | Multipoint           | Multipoint                      | Commonrail                | Commonrail                   | Commonrail                |
| Trykladning                                    | –                    | –                               | Turbolader, ladeluftkøler | Turbolader, ladeluftkøler    | Turbolader, ladeluftkøler |
| Køling                                         | Vandkøling           | Vandkøling                      | Vandkøling                | Vandkøling                   | Vandkøling                |
| Boring × slaglængde                            | 80,5 × 88,2 mm       | 86,0 × 94,6 mm                  | 82,0 × 90,4 mm            | 82,0 × 90,4 mm               | 82,0 × 90,4 mm            |
| Slagvolume                                     | 1796 cm³             | 2198 cm³                        | 1910 cm³                  | 1910 cm³                     | 2387 cm³                  |
| Kompressionsforhold                            | 10,5:1               | 10,0:1                          | 18,0:1                    | 17,5:1                       | 17,0:1                    |
| Maks. effekt ved omdr./min.                    | 103 kW (140 hk) 6300 | 108 kW (147 hk) 5800            | 88 kW (120 hk)1 4000      | 110 kW (150 hk)2 4000        | 147 kW (200 hk) 4000      |
| Maks. drejningsmoment ved omdr./min.           | 175 Nm 3800          | 203 Nm 4000                     | 280 Nm 2000               | 320 Nm 2000                  | 400 Nm 2000               |
| Kraftoverførsel                                |                      |                                 |                           |                              |                           |
| Drivende hjul                                  | Forhjul              | Forhjul                         | Forhjul                   | Forhjul                      | Forhjul                   |
| Gearkasse (standardudstyr)                     | 5-trins manuel       | 5-trins manuel                  | 5-trins manuel            | 6-trins manuel               | 6-trins automatisk        |
| Gearkasse (ekstraudstyr)                       | –                    | 5-trins automatisk              | –                         | 6-trins automatisk           | –                         |
| Præstationer3                                  |                      |                                 |                           |                              |                           |
| Topfart                                        | 206 km/t             | 210 km/t (205 km/t)             | 195 km/t                  | 210 km/t (205 km/t)          | 216 km/t                  |
| Acceleration, 0–100 km/t                       | 10,2 sek.            | 10,1 sek. (10,7 sek.)           | 11,3 sek.                 | 9,6 sek. (9,9 sek.)          | 8,5 sek.                  |
| Brændstofforbrug pr. 100 km ved blandet kørsel | 7,4 liter Blyfri 95  | 8,4 liter (9,4 liter) Blyfri 95 | 6,1 liter Diesel          | 6,1 liter (7,1 liter) Diesel | 7,2 liter Diesel          |
| CO2-udslip ved blandet kørsel                  | 175 g/km             | 199 g/km (222 g/km)             | 160 g/km                  | 160 g/km (187 g/km)          | 191 g/km                  |

Versionerne med benzinmotor er E10-kompatible.

## Mulige kombinationer af motorer og udstyrsniveauer

### Personbil
- Active: 1,8 16V/140 hk, 2,2 16V/147 hk
- Dynamic: 2,2 16V/147 hk, 1,9 JTD/150 hk
- Emotion: 1,9 JTD aut./150 hk, 2,4 JTD aut./200 hk

### Varebil
- Dynamic: 1,9 JTD/150 hk
- Emotion: 1,9 JTD/150 hk, 2,4 JTD aut./200 hk

## Vigtigste standardudstyr
- Active: Indfarvede kofangere, dørhåndtag i krom, indfarvede, el-justerbare og -opvarmelige sidespejle, elektronisk startspærre, automatiske el-ruder forrest og bagest, fjernbetjent centrallåsesystem, lys i bagagerum, kabinelampe foran med spotlampe, 12V eludtag i kabine, handskerum med lys, lommer på bagsiden af forsæderne, kørecomputer, midterkonsol med kopholdere, cigarettænder og askebæger forrest og bagest, højdejusterbare nakkestøtter forrest og bagest, armlæn forrest og bagest, splitbagsæde, manuel aircondition, pollenfilter, el-bagrude med visker/vasker, servostyring, justerbart rat (højde/længde), ABS, EBD, 7 airbags, højdejusterbare forlygter, selealarmer, mulighed for afbrydelse af airbag i passagerside, trepunktsseler på alle siddepladser, ESP, ASR, bilradio med cd-afspiller
- Dynamic: Som Active + 16" alufælge, læderrat og -gearknop, holder til solbriller, automatisk styret klimaanlæg, fartpilot, tågeforlygter, partikelfilter (JTD), ratbetjening af radio
- Emotion: Som Dynamic + 17" alufælge, solgardiner ved bageste sideruder, dobbeltbund "Abracadabra" i bagagerum

### Muligheder for tilbehør
- Hundegitter
- Bagagerumsbakke
- Anhængertræk
- Surfholder
- Cykelholder
- Skiholder til 3-4 par ski
- Vindafvisere forrest
- Stænklapper forrest
- Lastholdere i aluminium
- Bagagekit
- Opdelingsnet til bagagerum
- Barnestol 10-36 kg
- Barnevugge -10 kg
- Bluetooth håndfrit sæt